# 諸山
諸山（しょざん）とは、五山制度に基づく寺格の一つである。五山・十刹の下。中国では甲刹（かつさつ）と呼称した。
元亨元年（1321年）に鎌倉幕府の元執権で北条得宗家当主であった北条高時が自らが鎌倉弁谷に建立した崇寿寺（現在は廃寺）を五山に次ぐ寺として「諸山」の称号を与えたのが最古と言われている。以後、五山・十刹に加えられなかった禅林に対して与えられた。原則的には五山と同様に室町幕府の将軍御教書によって指定されることになっていたが、特に上限を設けなかったために多くの禅林に諸山の称号が与えられ、北朝上皇の院宣や果ては敵である南朝による諸山称号が追認されたものまであったと言われている。後に大和・和泉・志摩・飛騨・佐渡・隠岐・豊前の7ヶ国を除いた全ての令制国に設置され、その数は230に上ったという。

## 参考資料
- 和漢禅刹次第
- 和漢五山志
- 扶桑五山記